# 洪浩
洪浩（1955年5月—2023年12月19日），浙江省鄞县人，中华人民共和国政治人物，高级经济师，曾任上海市人民政府秘书长，上海市第十四届人大常委会副主任，上海市总工会原主席、党组书记。

## 生平
毕业于上海复旦大学管理学院工业企业管理专业，获得学士学位。
1972年12月至1977年3月，在中国人民解放军服役。期间获得嘉奖多次，并获得“钢铁战士”荣誉称号。
1977年4月至1994年7月，先后服务于上海市公交公司电车1场和4场，终任常务副场长。
1994年7月至2000年4月，担任上海市公用事业局常务副局长、上海市建设委员会常务副主任。
2000年4月至2007年2月，担任上海市环保局局长，并曾担任上海市人民政府常务副秘书长。
2007年2月26日，除上海市政府的公务外，并兼任上海世博会事务协调局（简称上海“世博局”）局长，负责2010年上海世博会的统筹规划工作。他還是上海世博基金会创始人以及世博会博物馆理事会理事长。
2011年4月，被任命为上海市人民政府秘书长。
2013年3月，当选上海市人大常委会副主任、上海市总工会主席。
2017年3月，卸任上海市总工会主席。2018年1月，卸任上海市人大常委会副主任。
2023年11月25日，洪浩突发疾病，最終於12月19日23点16分在上海华山医院逝世。12月25日8时15分，洪浩追悼會在上海龙华殡仪馆大厅舉行。